# Michael Thomas Flynn
Michael Thomas Flynn   (Middletown, 24 de desembre de 1958) Michael Thomas «Mike» Flynn és un tinent general (general de tres estrelles) retirat de l'Exèrcit dels Estats Units i 18è Director de l'Agencia de Intel·ligència del Departament de Defensa («Defense Intelligence Agency», DIA), nomenat per Barack Obama el 22 de juliol de 2012 i destituït el 7 d'agost de 2014.
La carrera militar de Flynn fou principalment operacional, amb nombroses armes de combat, operacions convencionals i tasques especials d'intel·ligència d'alt nivell. En coautoria, va fer un informe el gener de 2010 a través del Center for a New American Security titulat «Fixing Intel: A Blueprint for Making Intelligence Relevant in Afghanistan»,
El seu servei també va incloure ser el comandant de la «Joint Functional Component Command for Intelligence, Surveillance and Reconnaissance», president de la «Military Intelligence Board», Director assistent de la «National Intelligence», agent sènior d'intel·ligència al «Joint Special Operations Command». Es va retirar amb 33 anys de servei en l'Exèrcit.
Flynn ha publicat articles a revistes militars i publicacions d'intel·ligència com Small Wars Journal, Military Review i Joint Forces Quarterly
El maig de 2016, el seu nom va aparèixer com a possible acompanyant com a Vicepresident dels Estats Units en la Campanya presidencial de Donald Trump de 2016, però finalment Trump va seleccionar Mike Pence, Governador d'Indiana.
El 18 de novembre de 2016, l'equip del President electe va anunciar que Trump havia nomenat al General Flynn com el seu Conseller de Seguretat Nacional, juntament amb Jeff Sessions com a Fiscal General i Mike Pompeo com a Director de la CIA. Però fins i tot abans del seu nomenament com a conseller de Seguretat Nacional, Flynn fou objecte de crítiques per les seves estretes relacions amb Rússia segons van descriure el Washington Post i el Associated Press, i per la promoció i la popularització de les teories de conspiració i notícies falses contra Hillary Clinton durant la campanya presidencial de 2016. El Wall Street Journal va informar el 22 de gener de 2017, que Flynn estava sent investigat per agents de contraintel·ligència dels Estats Units per les seves comunicacions amb funcionaris russos. després que se sabés que havia mentit sobre la seva relació amb les autoritats russes. Abans de la investidura de Trump, Flynn va parlar sobre les sancions nord-americanes que pesen sobre Moscou amb l'ambaixador rus als Estats Units, Sergei Kislaik, i va enganyar el vicepresident Mike Pence sobre el contingut de la conversa. El 13 de febrer de 2017, Flynn va dimitir del seu càrrec de conseller de seguretat nacional.

## Altres premis i reconeixements
- The Congressional approved Ellis Island Medal of Honor
- The 2012 Association of Special Operations Professionals Man of the Year award.
- Honorary doctorate from The Institute of World Politics in Washington, DC.[2]

## Llibres
- The Field of Fight: How We Can Win the Global War Against Radical Islam and Its Allies, with Michael Ledeen, was published by St. Martin's Press in 2016.[13]